# Savognin
Savognin ⓘ (deutsch, veraltet und bis 1890 offiziell Schweiningen, rätoromanisch Savognin, im örtlichen Dialekt Suagnign ⓘ, italienisch, selten gebraucht, Savognino) ist eine Ortschaft in der Gemeinde Surses, Kanton Graubünden.
Bis zum 31. Dezember 2015 war sie eine eigenständige politische Gemeinde. Am 1. Januar 2016 fusionierte Savognin mit den Gemeinden Bivio, Cunter, Marmorera, Mulegns, Riom-Parsonz, Salouf, Sur und Tinizong-Rona zur neuen Gemeinde Surses.
Savognin ist im Sommer wie im Winter ein beliebter Fremdenverkehrsort. Amtssprache ist das rätoromanische Idiom Surmiran.

## Name
Die Bedeutung des Namens ist unklar. 1154 wird der Ort als Swainingen erwähnt, 1156 als Suanneng, 1379 Schweining. Als Ausgangsform muss Suanin angenommen werden, das mit dem nicht lokalisierten rätischen Stammesnamen Suanetes in Verbindung gebracht werden kann. Der Name Sevgein ist gleicher Herkunft.

## Geographie

Savognin. Historisches Luftbild von Werner Friedli (1947)

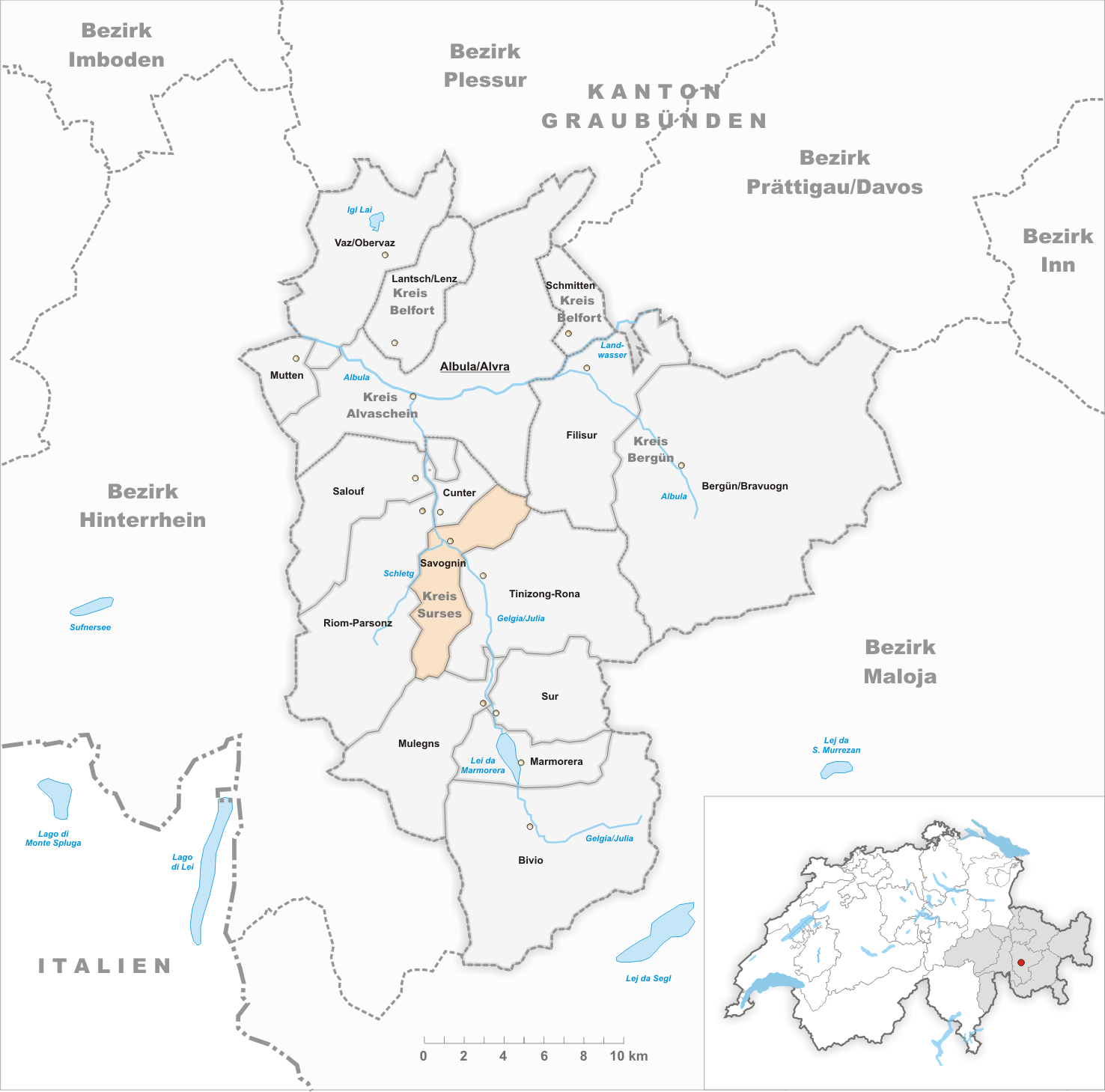
Gemeindestand vor der Fusion am 1. Januar 2016

Savognin liegt inmitten der weiten Mulde Sotgôt des unteren Teils der Talschaft Surses (dt. Oberhalbstein).
Das ehemalige Gemeindegebiet umfasste einen Ausschnitt des Haupttales zwischen dem Piz Arblatsch (3203 m, höchster Punkt der Gemeinde) im Südwesten und dem Piz Mitgel (3159 m) im Nordosten. Wie die drei alten Kirchen bezeugen, entstand das Dorf aus mehreren Kernen: am Fluss Julia, am flach ansteigenden linksseitigen Hang und entlang der rechtsseitig erhöht verlaufenden Hauptstrasse. Die starke Bautätigkeit zwischen 1965 und 1975 schloss die Lücken zwischen den Dorfteilen und weitete auch die Siedlungsfläche auf der rechten Talseite erheblich aus.
Im Jahr 1997 wurden 32,7 % der ehemaligen Gemeindefläche landwirtschaftlich genutzt, der Wald nahm 36,2 % ein, die Siedlungen 3,0 %. Als unproduktiv galten 28,2 %.
Nachbargemeinden waren Cunter, Albula/Alvra, Filisur, Tinizong-Rona, Mulegns und Riom-Parsonz.

## Geschichte
Auf dem Hügel Padnal (Mot la Cresta) südlich des Ortes lag eine bedeutende Siedlung der Bronzezeit. In mehreren Grabungen geborgene Fundstücke belegen Dorfanlagen aus verschiedenen Epochen, etwa zwischen 1800 und 1000 v. Chr. Etwas höher als Padnal liegt die Fundstätte Rudnal, bei der ein prähistorisches Refugium vermutet wird.
Mindestens seit der Römerzeit führten über die Pässe Julier und Septimer wichtige Transitrouten. Savognin kam im 13. Jahrhundert in den Besitz des Bischofs. Als Teil des Gerichts Oberhalbstein, zu dessen Hauptort und Landsgemeindeplatz sich Savognin entwickelte, wurde der Ort Mitglied des Gotteshausbundes. Mit dem Loskauf von 1552 erlangte die Talschaft die volle Souveränität innerhalb des Freistaats der Drei Bünde.
Viehwirtschaft und Passverkehr bildeten seit dem Mittelalter die wirtschaftliche Grundlage. Nach Zeiten des Aufschwungs – beispielsweise nachdem der Crap Ses 1777 gesprengt und die Julierstrasse zwischen 1820 und 1840 ausgebaut worden waren – folgten immer wieder Rückschläge, zuletzt durch die übermächtige Konkurrenz der 1882 eröffneten Gotthardbahn. Savognin wurde auf die Stufe eines Bauerndorfes zurückgeworfen und verpasste zunächst den Anschluss an die touristische Entwicklung. Mitte des 19. Jahrhunderts wurden auf Grund des Gesetzes zur Bekämpfung der Heimatlosigkeit jenische Familien eingebürgert. Erst ab 1960 begann der rasante Aufstieg zum Fremdenverkehrsort, wobei der Bau von Hotels, Ferienwohnungen und Seilbahnen das Ortsbild und das Dorfleben nachhaltig veränderte.
Savognin wurde vor allem bei der Konkurrenz innerhalb des Bündnerlandes bekannt für seine erstmals grossflächige Verwendung von Schneekanonen ab 1978.

## Wappen

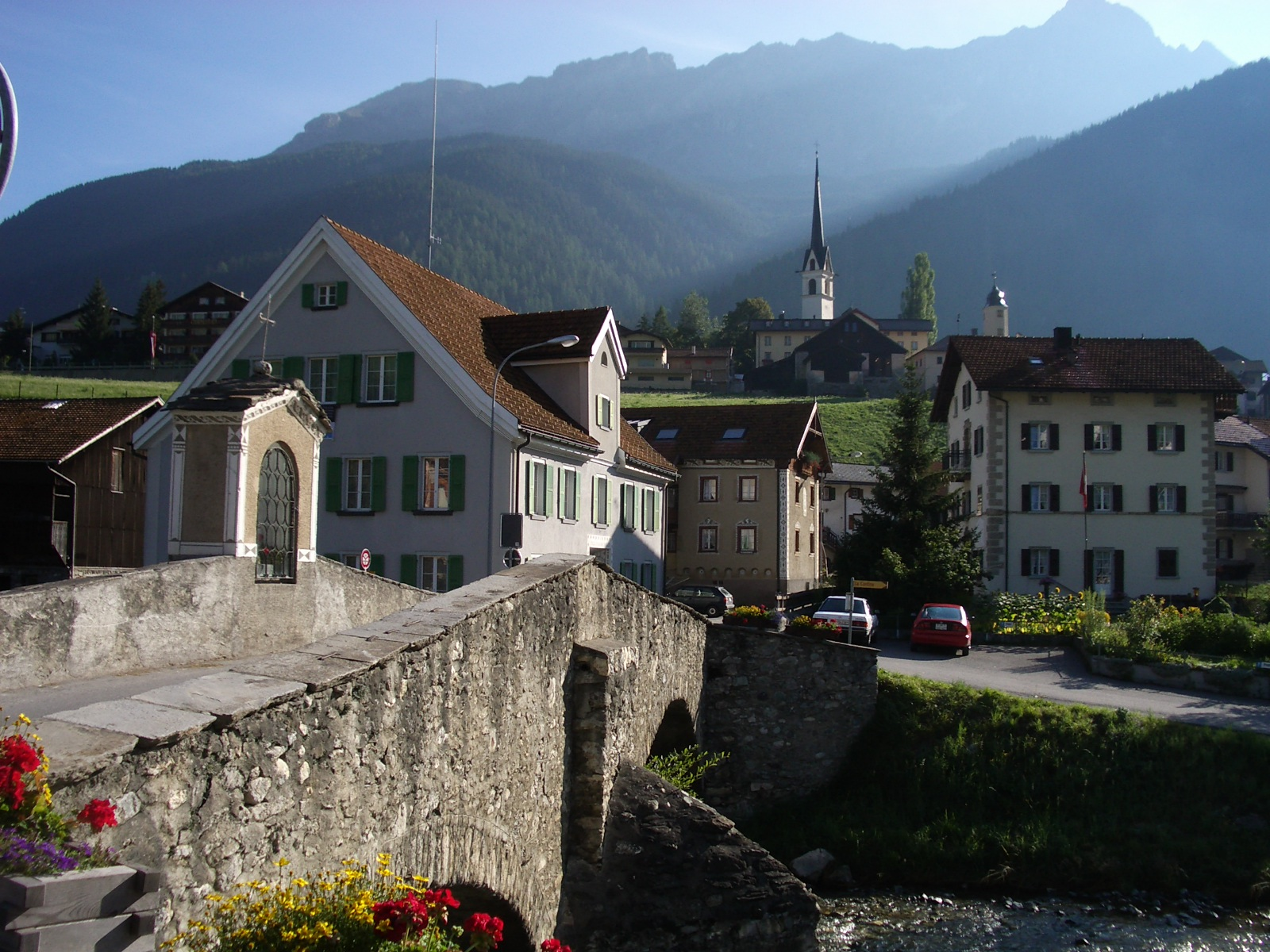
Savognin rechts der Julia mit Kirche Son Mitgel und Juliabrücke Sot Curt von 1682

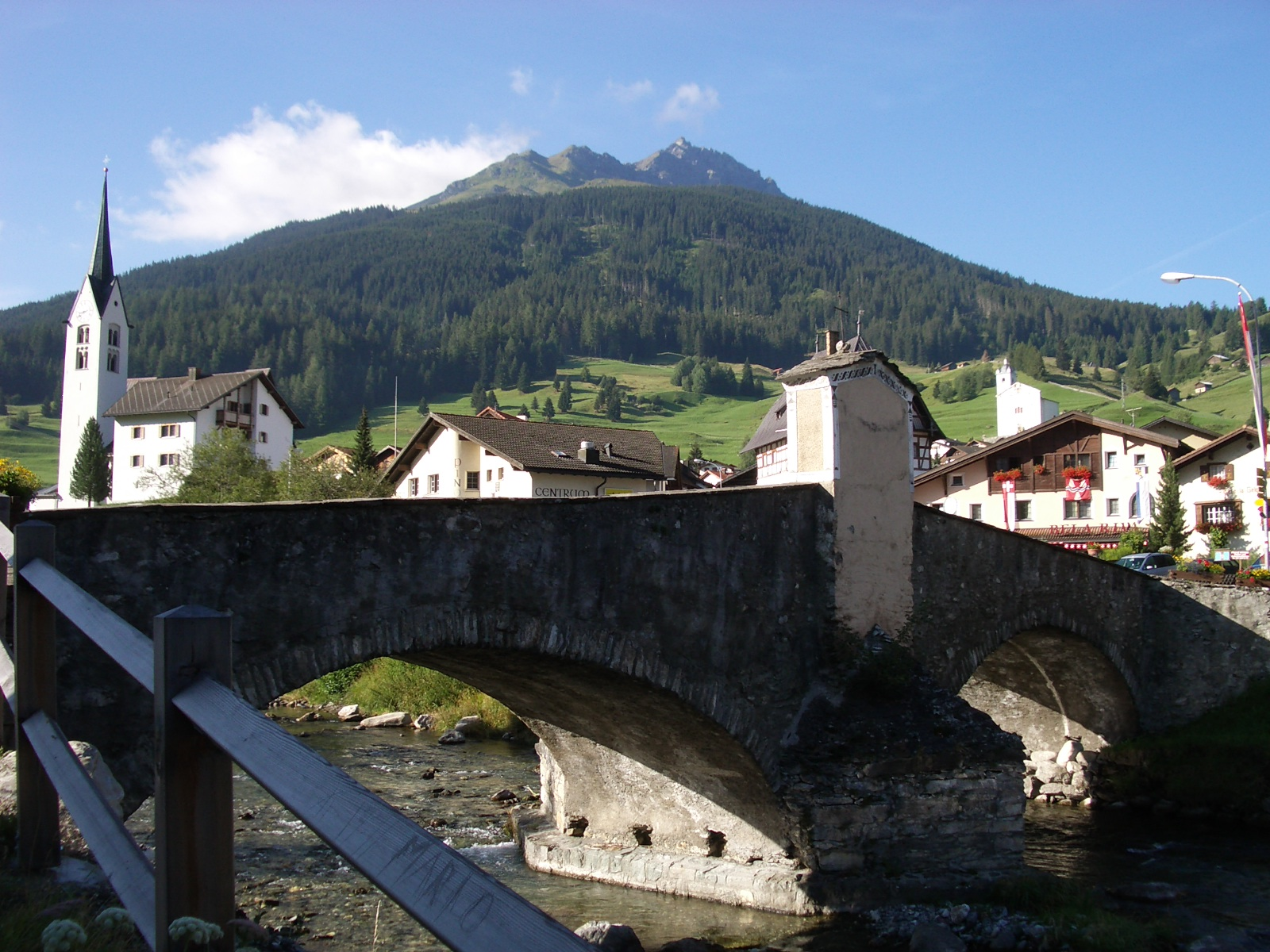
Savognin links der Julia mit Kirchen Nossadonna und Son Martegn

Blasonierung: Rot, geteilt durch silberbordiertes blaues Flussband, oben zwei, unten eine silberne Glocke.
Das Wappen symbolisiert die Lage am Fluss und die drei Kirchen des Dorfes.

## Bevölkerung
| Bevölkerungsentwicklung | Bevölkerungsentwicklung | Bevölkerungsentwicklung | Bevölkerungsentwicklung | Bevölkerungsentwicklung | Bevölkerungsentwicklung | Bevölkerungsentwicklung | Bevölkerungsentwicklung | Bevölkerungsentwicklung | Bevölkerungsentwicklung | Bevölkerungsentwicklung | Bevölkerungsentwicklung | Bevölkerungsentwicklung | Bevölkerungsentwicklung |
| ----------------------- | ----------------------- | ----------------------- | ----------------------- | ----------------------- | ----------------------- | ----------------------- | ----------------------- | ----------------------- | ----------------------- | ----------------------- | ----------------------- | ----------------------- | ----------------------- |
| Jahr                    | 1643                    | 1710                    | 1802                    | 1850                    | 1900                    | 1950                    | 1960                    | 1970                    | 1980                    | 1990                    | 2000                    | 2005                    | 2014                    |
| Einwohner               | 430                     | 530                     | 365                     | 469                     | 444                     | 766                     | 632                     | 820                     | 852                     | 877                     | 882                     | 982                     | 1016                    |

### Sprachen
Ursprüngliche Sprache der Einheimischen ist das Surmeirisch, eine regionale Mundart des Rätoromanischen. Die Gemeinde war sowohl 1880 mit 96,2 % wie auch 1910 mit 91,61 % Romanischsprachigen beinahe einsprachig. Dieser Wert sank danach bis 1941 auf 81,1 %. Seither verliert das Romanische durch Zuwanderung und seit 1980 durch Sprachwechsel massiv an Boden. 1970 waren noch 66,59 % Rätoromanen, heute rund die Hälfte der Bevölkerung. Die Entwicklung in den letzten Jahrzehnten zeigt folgende Tabelle:
| Sprachen in Savognin |                   |                   |                   |                   |                   |                   |
| Sprachen             | Volkszählung 1980 | Volkszählung 1980 | Volkszählung 1990 | Volkszählung 1990 | Volkszählung 2000 | Volkszählung 2000 |
| Sprachen             | Anzahl            | Anteil            | Anzahl            | Anteil            | Anzahl            | Anteil            |
| Deutsch              | 212               | 24,88 %           | 274               | 31,24 %           | 323               | 36,62 %           |
| Rätoromanisch        | 562               | 65,96 %           | 546               | 62,26 %           | 468               | 53,06 %           |
| Italienisch          | 42                | 4,93 %            | 25                | 2,85 %            | 32                | 3,63 %            |
| Einwohner            | 852               | 100 %             | 877               | 100 %             | 882               | 100 %             |

Rätoromanisch wird noch von 70,1 % der Einwohnerschaft verstanden und ist einzige Behördensprache.

### Herkunft und Nationalität
Von den 982 Bewohnern am Ende des Jahres 2005 waren 854 (= 86,97 %) Schweizer Staatsangehörige.

## Wirtschaft
Als Sitz von Kreisverwaltung, Kreisspital und Sekundarschule bildet Savognin das Zentrum des Tales. In der Landwirtschaft waren 71 Personen tätig, im produzierenden Gewerbe 122 und im Dienstleistungssektor 423.
Wichtigster Erwerbszweig ist der Tourismus mit jährlich etwa 200'000 Logiernächten. Mehrere Seilbahnen der Savognin Bergbahnen erschliessen die Skigebiete am Piz Martegnas und im Val Nandro. Der Lai Barnagn ⓘ wird im Sommer als Badesee auf dem Parkplatz der Seilbahn aufgestaut und erwärmt sich deshalb schnell auf angenehme Badetemperaturen, er gilt deshalb als einer der wärmsten Badeseen der Alpen. Savognin ist Durchgangs- und (seit 2013) Startort des Gebirgslaufs Swiss Irontrail.

### Verkehr
Savognin liegt an der Hauptstrasse 3 von Chur über Lenzerheide und Julierpass ins Engadin. Auf dieser Route verkehrt auch eine Postautolinie. Die meisten Kurse enden in Bivio, einzelne fahren bis nach St. Moritz. Eine weitere Postautoverbindung besteht zu den umliegenden Dörfern Riom, Parsonz und Salouf.

## Sehenswürdigkeiten

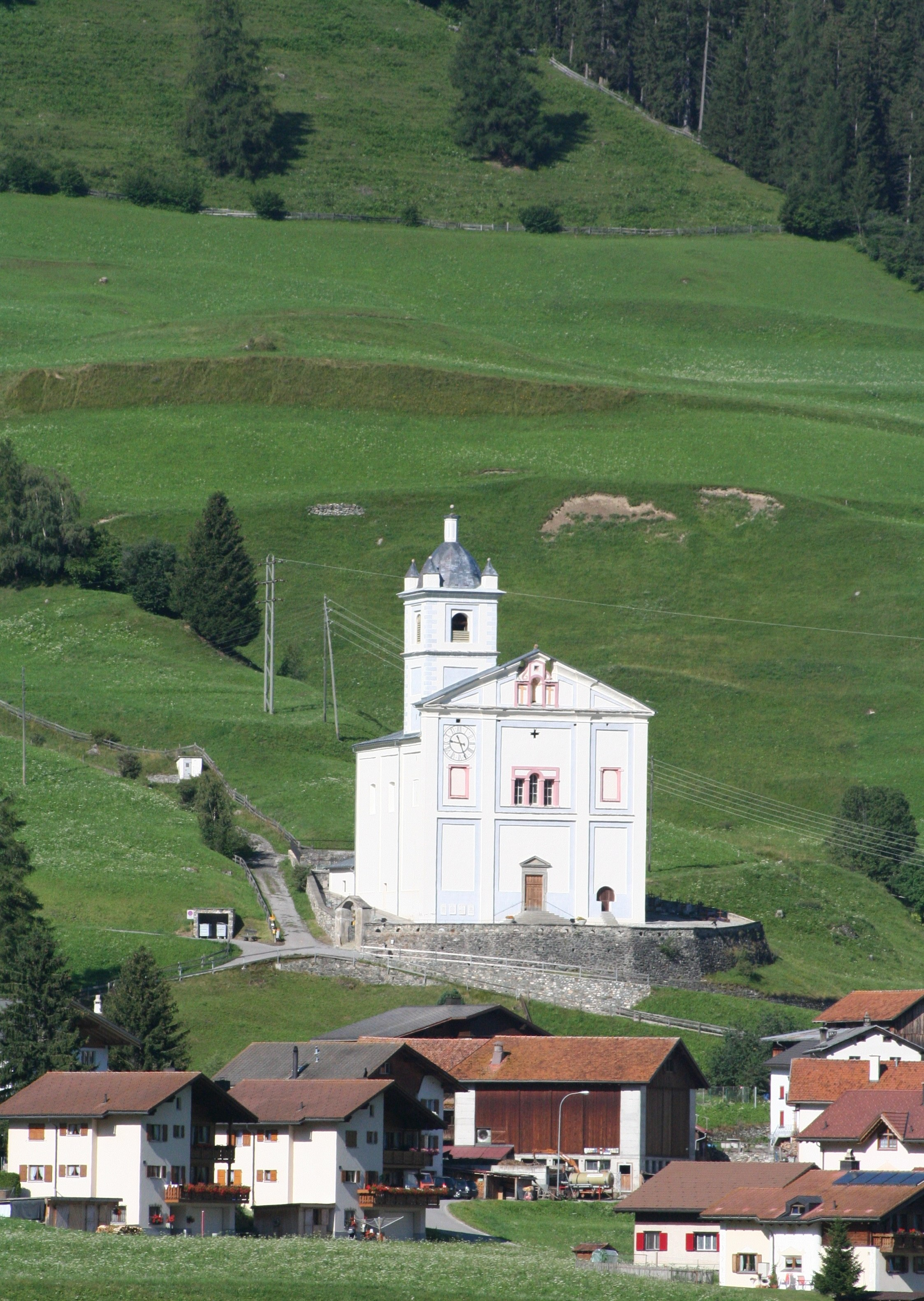
Kirche Son Martegn

Savognin besitzt drei katholische Kirchen aus der Barockzeit:
- Die Pfarrkirche Nossadonna (Maria Empfängnis) wurde 1643 geweiht, die äussere Erscheinung ist an gotische Vorbilder angelehnt, die Ausmalung stammt von 1663.[4]
- Die Alte Kirche Son Martegn anhörenⓘ/? ist ein Neubau aus dem Jahr 1677; der Zentralbau mit kreuzförmigem Grundriss enthält ein monumentales Deckengemälde von 1681 der Mälers Carlo Nuvolone und Antonio Nuvolone aus Mailand.[5][6]
- Die Kirche Son Mitgel wurde 1663 neu erbaut; der achteckige Zentralbau mit älterem Turm enthält im Innern Altäre von 1693/94.[7]
- Ein moderner Sakralbau ist die reformierte Kirche Savognin.

Weiterhin sind einige stattliche Bürgerhäuser sehenswert, wie
- das Haus Peterelli an der Hauptstrasse,
- das nahe der Pfarrkirche gelegene Haus Amilcar mit süddeutsch beeinflusstem Fachwerk[8] sowie
- Regionalmuseum (seit 1982)[9] ein Bauernhaus aus dem 16. Jahrhundert

- Die Juliabrücke im Dorfteil Sot Curt stammt aus dem Jahr 1682.

- Das Hotel Cube der Architekten Carlo Baumschlager und Dietmar Eberle ist das jüngste sehenswerte Gebäude.[10]

### Umgebung von Savognin
Westlich oberhalb von Savognin, am Hang des Piz Curvér, steht die Wallfahrtskirche Ziteil (höchstgelegene der Ostalpen).

## Persönlichkeiten

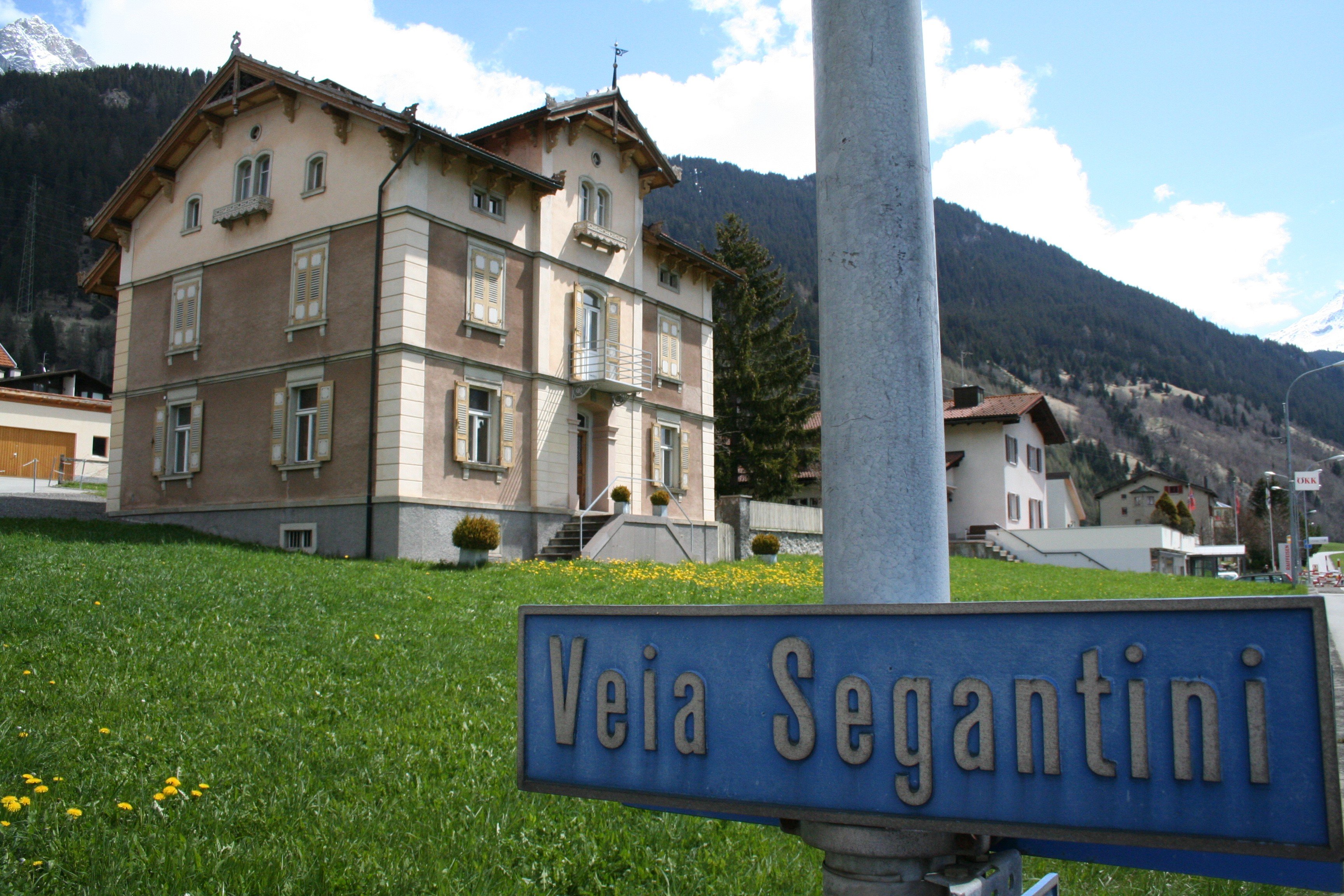
Segantinis Wohnhaus in Savognin

Der Maler Giovanni Segantini lebte von 1886 bis 1894 in Savognin und entwickelte dort seinen eigenen Stil. Berühmt wurden seine Landschaftsbilder mit den Bergen Piz Curvér und Piz Toissa im Hintergrund. Die mehrtägige Wanderung «Senda Segantini» verbindet Stationen aus dem Leben des Malers.
Barbara Uffer (1873–1935), das Kindermädchen der Familie des Malers, war auch dessen Modell und eine der wichtigsten Personen in seinem Leben und Schaffen. Sie wurde in Savognin geboren.
Franz Peterelli (1847–1907) war ein Landwirt, Jurist und Politiker, der mit Giovanni Segantini befreundet war.
Der Handelsdiplomat Luzius Wasescha (1946–2016), der als Botschafter die Schweizer Wirtschaftsinteressen bei der Welthandelsorganisation (WTO) vertreten hat, war in Savognin heimatberechtigt. Er hatte veranlasst, dass im Juli 2007 die zweite Verhandlungsrunde über das Freihandelsabkommen zwischen der Schweiz und Japan im Dorfschulhaus von Savognin abgehalten wurde.
Giovanni Netzer (* 1967), der in Savognin geborene Theaterintendant gründete und leitet das Bündner Theater Origen Festival Cultural.